# РЕН ТВ — Воронеж
Телекомпания «Воронеж» — сетевой партнёр телеканала РЕН ТВ в Воронеже. Начала вещание в сентябре 1993 года. Программы телекомпании выходили по будням с 6:30 до 7:30 и с 19:00 до 20:00. Прекратил своё вещание 1 января 2016 года. После закрытия телеканала, в сентябре 2016 года частота была передана ООО "Телерадиокомпания «ЭФИР-49», имеющая лицензию на вещание «РЕН ТВ» в нескольких пунктах Российской Федерации.

## История
Телеканал был запущен 9 сентября 1993 года. С сентября 1993 года по 1995 год телеканал вещал в пределах Воронежа. Офис канала находился в здании ПМК-102 на улице Беговой, вещание осуществлялось из воронежского ОРТПЦ. В эфире транслировались мультфильмы, музыкальные клипы и кинофильмы. Уже в 1994 году канал запустил в эфир программы собственного производства. В конце девяностых по ночам транслировались эротические фильмы, просмотр которых был возможен только с помощью специальной приставки (декодера), которая была создана Сергеем Насоновым — будущим директором телеканала, инженером по образованию, проработавшим на канале до 2011 года.
Телекомпания просуществовала до 1 января 2016 года, когда в целях экономии средств материнская компания «РЕН ТВ» закрыла все региональные отделения в России.

## Сетевые партнёры
- ТВ-6 (1 января 1995 — 4 июня 2000)
- Муз-ТВ (8 июля 1996 — 22 июня 1997, ночью)
- РЕН ТВ (5 июня 2000 — 1 января 2016)

## Программы
- «Новости» (ранее — «Местное время», «Объектив»[3], «Обозрение»[4], «Новости 24»). Ведущие — Елена Тарасова, Елена Тимонова, Тамара Чернова, Владимир Смехнов, Алёна Сысоева.
- «Хорошие новости». Ведущая — Мария Егорова.
- «На самом деле». Ведущий — Михаил Петров.
- «В строю с Сергеем Агаповым».
- «Место действия». Ведущий — Михаил Петров.
- «Новые времена». Автор и ведущий — Дмитрий Громов
- «Депутатский журнал». Автор и ведущий — Дмитрий Громов
- «Энциклопедия здоровья». Автор и ведущая — Марина Мануковская.
- «Закон и правопорядок».
- «Налоговый ликбез».
- «Гороскоп». Ведущая — Марина Мануковская.
- «Календарь природы». Ведущая Евгения Лубянская.
- «Парламентский дневник» — ведущая Тамара Чернова
- «100 советов и 1 секрет от Елены Гребенниковой».
- «Секреты красоты» с Еленой Гребенниковой.
- «Кулинарный гороскоп». Ведущий — Вадим Жуков.
- «Общее дело» Ведущие: Галина Артеменко и Василий Богданов.
- «Слово архипастыря».
- «Область перемен». Ведущий — Сергей Насонов.
- «Пульс».
- «Русский вопрос», ведущий — Александр Лапин.
- Юмористическая программа «Отбой». Автор — Владимир Андреев. В программе снимался заслуженный артист России Камиль Тукаев.
- Юмористическая программа «Полумаски». Автор — Владимир Андреев.
- Программа об истории Воронежа «У городской черты». Автор — Владимир Елецких.
- Информационная программа «Послесловие». Ведущий — Борис Подгайный.
- «Музыкальный гребешок». Ведущий — Александр Козлов.
- «Акценты». Ведущий — Александр Горбунов.
- «Кинокурьер». Ведущие — Елена Гудошникова и Олег Томилин.
- «Витрина» — рекламная передача. Автор — Дмитрий Курлов.
- «Оперативная сводка». Ведущая — Юлия Бородина.
- «Зона риска». Ведущая — Юлия Бородина.
- «Хорошо, когда женщина есть».
- «Звёзды Голливуда на нашем небосклоне».
- «Как это делается». Автор — Владимир Андреев.
- «Спортивный овертайм». Ведущая — Ольга Шаповалова
- «Ваше мнение».
- «Официальный экран».
- Телешоу «Утренний кофе» — Утренняя программа.
- «Куда пойти учиться» (выходила в эфир с 2000 года).
- Тележурнал «То, что надо» — выходил в утреннем эфире.

Рубрики тележурнала: «Сплю и вижу» (толкование сновидений астрологами), «Домашний тренер», «Заправка!» (кулинарная рубрика), «По полочкам» (истории о предметах повседневного быта), «Утренний гость».
- «Версия», ведущая — Алла Холденко.
- «Приём ведёт нотариус»
- «Рядом с нами» — автор Наталия Кузьмина.
- Семейный тележурнал «Детки в телесетке»
- Утренний канал «Будильник» — ведущий Вадим Жуков.
- «Мы из будущего»
- «Земляки».

## Ведущие
- Юлия Власова — первая ведущая информационной службы 4-го канала.
- Тамара Чернова — ведущая утренних новостей, политической программы "Парламентский Дневник" [5].
- Татьяна Веселова — ведущая информационной программы «ПОСТ» (происшествия, обзоры, события, телерепортажи), развлекательной программы «Отдохни», информационной программы «Добрый вечер», информационной программы «Встать, суд идёт.»[6].
- Елена Анчекова — ведущая новостей[7].
- Виктор Шаманин — ведущий новостей[8].
- Елена Тарасова — ведущая новостей[9].
- Елена Борисова — ведущая новостей[10].
- Наталья Ломова — ведущая новостей.
- Наталья Горохова — ведущая новостей[11].
- Елена Левченко — ведущая новостей.
- Ирина Кремса — ведущая новостей[12].
- Ирина Логошина — ведущая новостей экономики
- Елена Тимонова — ведущая новостей[13].
- Владимир Смехнов — ведущий новостей[14].
- Алёна Сысоева — ведущая новостей[15].
- Ольга Бежина — автор и ведущая утреннего тележурнала «То, что надо!»
- Ольга Волкова — автор и ведущая утреннего тележурнала «То, что надо!»
- Денис Кудинов — журналист, ведущий рубрики «По полочкам».
- Сергей Агапов
- Логотип ТК "4 канал "Воронеж", использовавшийся с 1996 по 2006 годыМихаил Петров — автор и ведущий передач. «Место действия» и «На самом деле».
- Алла Холденко
- Марина Мануковская — автор и ведущая программ «Энциклопедия здоровья», «Встречи на Графской кухне», ведущая программы «Гороскоп».

## Заставки телеканала
- Заставка 4-го телеканала с 1996 по 2006 год: Под мелодию «Homage to the mountain» группы Yello показывается трехмерное изображение горы из камней и лежащего на ней золотого кувшина, из которого вытекает вода — фрагмент Герба Воронежа. Далее гора удаляется, показывается некий водоём, намекающий на Воронежское водохранилище, через которое перекинут мост, на котором закреплен логотип 4 канала, использовавшийся с 1996 по 2004 год, выполненный в стиле неонового освещения. Под мостом была надпись «Воронежская городская информационная компания».[16]
- Рекламная заставка: По мосту из начальной заставки проезжает поезд, а под мостом пролетает самолёт с надписью «Реклама» на ленте, прикрепленной к хвосту.
- Межпрограммная заставка: логотип канала показывается в разных проекциях. [17]

## Логотипы канала
- С 1993 по 1995 или 1996 годы годы (примерно) логотипом 4 канала "Воронеж" являлось абстрактное изображение парусника с буквой "В" на носу. Располагался в левом нижнем углу.
- С 1996 (примерно) по 2006 годы логотипом являлась стилизованная цифра "4" с "треугольником-парусом" и надписью "Воронеж". Располагался в левом нижнем углу.
- С 2006 года логотипом являлись логотипы канала РЕН ТВ с подписью "Воронеж", находящийся в левом верхнем углу.

## Факты
Журналистами телекомпании "Воронеж" 21 июня 2000 года было взято последнее интервью у Юрия Хоя ровно за две недели до его смерти 4 июля 2000 года. 